# Gymnoscelis bryoscopa
Gymnoscelis bryoscopa är en fjärilsart som beskrevs av Edward Meyrick 1889. Gymnoscelis bryoscopa ingår i släktet Gymnoscelis och familjen mätare. Inga underarter finns listade i Catalogue of Life.